# Tutu (bóg)
Tutu – bóstwo mezopotamskie, bóg opiekuńczy miasta Borsippa, w okresie starobabilońskim (2 połowa II tys. p.n.e.) utożsamiony z Mardukiem. W Borsippie główną świątynią boga Marduka jako Tutu była E-zida (sum. é.zi.da, tłum. „Prawdziwy dom”), która z czasem stała się również główną świątynią boga Nabu (syna Marduka). O bogu Tutu i jego świątyni w Borsippie wspomina m.in. prolog do Kodeksu Hammurabiego:

„(Hammurabi), dziki byk rozjuszony, przebijający (rogami) wrogów, ulubieniec Tutu, który sprawia radość miastu Borsippa, pobożny, który nie zaznaje spoczynku dla E-zidy”

W babilońskim eposie Enuma elisz Tutu jest jednym z pięćdziesięciu imion nadanych Mardukowi przez bogów po jego zwycięstwie nad Tiamat:

„Tutu, on jest twórcą ich (tj. bogów) odnowy,
 niech oczyści ich sanktuaria, aby oni zaprawdę mogli odpoczywać,
 niech on uczyni zaklęcia, aby bogowie się uspokoili,
 gdy podnoszą się w złości, niech na powrót się uspokoją.
 Zaprawdę on jest wywyższony pośród zgromadzenia bogów [...],
 nikt spośród bogów nie może się z nim [równać]!”